# 呉熙載

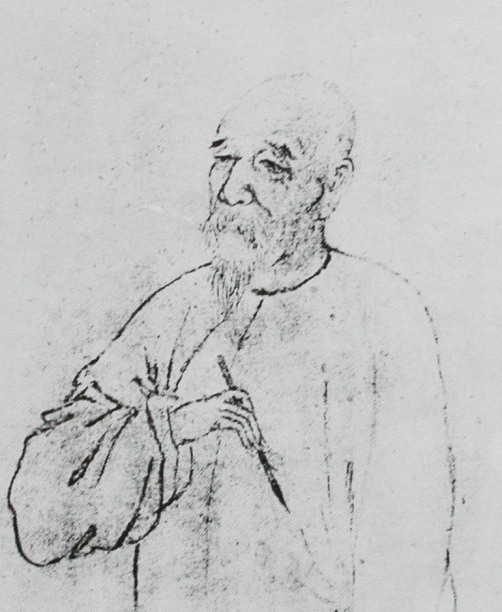
肖像　1880年　連渓画

呉 熙載（ご きさい、1799年 - 1870年）は、中国清朝末期の篆刻家・書家である。
もとの名は廷颺、字は熙載だったが53歳以後は熙載を名とし字を譲之とした。さらに64歳以後には譲之を名とした。号は言庵・方竹丈人・晩学居士・譲翁、堂号を師慎軒・珍賀軒・震天咎斎。揚州府儀徴県の人。

## 略伝
父の呉明煌は人相見をして生計を立てていたが家は非常に貧しく、譲之は諸生の段階で科挙による出立を諦めた。幼い頃から印章を好み、15歳のときから漢印をひたすら模刻し、20歳のとき父の人相見の客となった包世臣の所有する鄧石如の篆刻作品を見て強い衝撃を受けた。以来、包世臣に入門し30年ほど就いて書と篆刻を学び、並外れた天分を示した。金石に精しく碑帖の模刻をよく行い、特に高鳳翰の『硯史』を刻して世に伝えた。画は花卉画を得意とした。篆刻は鄧石如に私淑し師法を遵守しながらも独自の小粋なスタイルを生んだ。55歳のとき太平天国の乱を避けて揚州から60キロ程東にある泰州に居を移し、姚正鏞（仲海）の食客となった。泰州には蘇州や常州から多くの文人が避難しており、譲之は敬愛の対象となりその書画印を求められた。65歳の時、趙之謙の訪問を受け、お互いを尊敬しあった。以来、30歳年少の趙之謙は譲之の印法を敬慕している。同行した魏錫曽はそのときの譲之を、白髪で背が高く、徳がきわめて高く見え杖をついていたと述べている。魏錫曽はこの後『呉譲之印譜』を編集している。66歳の冬、郷里の揚州に帰り呉雲（平斎）の家で過ごした。享年72。後年、呉昌碩や斉白石にも影響を与えている。譲之の伝は包世臣の揮毫した父呉明皇の墓碑銘に詳しい。

## 著書
- 『師慎軒印譜』